# Качар, Гирай
Ремзи́ Гира́й Кача́р (тур. Remzi Giray Kaçar; 15 марта 1985, Караман) — турецкий футболист, центральный защитник. Сыграл один матч за национальную сборную Турции.

## Клубная карьера
Качар является воспитанником клуба «Генчлербирлиги», в школе которого он начал заниматься в восьмилетнем возрасте. До 2004 года он выступал за молодёжные команды клуба различных возрастных категорий, а затем перешёл в фарм-клуб «Генчлербирлиги ОФТАШ». Клуб выступал во второй лиге Турции (третьей по уровню), но стремительно прогрессировал. В 2006 году клуб вышел в первую лигу, а через год пробился в Суперлигу и, разорвав все связи с «Генчлербирлиги», сменил название на «Хаджеттепе». На тот момент Качар был одним из ведущих его игроков.
Летом 2008 года Качар за 1,7 млн евро перешёл в «Трабзонспор». За пять с половиной лет, проведённых в команде, Качар стал обладателем Кубка и Суперкубка Турции, а также серебряным и дважды бронзовым призёром чемпионата страны. После отставки Шенола Гюнеша и прихода в клуб нового тренера в 2013 году Качар стал редко попадать в основной состав. В январе 2014 года он за 400 тысяч евро перешёл в «Антальяспор». По итогам сезона 2013/14 клуб не сумел удержаться в Суперлиге, и Качар его покинул. В июле 2014 года он в качестве свободного агента перешёл в «Ризеспор».

## Выступления за сборную
Качар выступал за молодёжную сборную Турции, сыграв за неё в четырёх товарищеских матчах в 2006 году. В 2008 году получил вызов в национальную сборную Турции на товарищеский матч со сборной Швеции, однако на поле не выходил. Дебют Качара в национальной сборной состоялся 11 ноября 2011 года в первом стыковом матче за право участия в чемпионате Европы 2012 года против сборной Хорватии. Игра завершилась разгромным поражением турок со счётом 0:3. Качар провёл на поле весь матч.

## Ссылка
- Профиль на TFF.org Архивная копия от 1 октября 2015 на Wayback Machine
- Профиль игрока и профиль тренера (англ.) на сайте Transfermarkt
- Профиль на сайте Soccerway (англ.)
- Профиль на сайте National Football Teams (англ.)